# 普哥口岸
14°42′26″N 107°33′08″E / 14.707286°N 107.552309°E
普哥口岸，全称普哥国际口岸，是位于老挝阿速坡省普冯县的一个边境口岸。该口岸与越南崑嵩省玉回縣的布依口岸相接。
自2022年至2023年4月，布依口岸—普哥口岸货物进出口额超过4.1亿美元。